# Психодерматология
Психодерматология — раздел дерматологии, занимающийся лечением проблемной кожи с использованием психологических и психиатрических методов. По данным некоторых источников, эффективность психодерматологии не подтверждена.
Связь между кожей и психикой очень сложна для изучения, так как наряду с психическими расстройствами на возникновение и развитие кожных болезней могут оказывать влияние факторы внешней среды, генетические факторы и т. д. Традиционно психодерматологические расстройства подразделяют на две группы:
1. Психические расстройства, маскированные кожными проявлениями (патомимия, трихотилломания, невротические экскориации и др.).
2. Кожные заболевания, обостряющиеся в связи с психогенными и ситуационными факторами (атопический дерматит, крапивница, псориаз, экзема и др.).

Если для первой группы основным методом лечения в настоящее время является психотерапия, то лечение заболеваний второй группы требует более комплексного подхода.